# Cantonul Chaillé-les-Marais
Cantonul Chaillé-les-Marais este un canton din arondismentul Fontenay-le-Comte, departamentul Vendée, regiunea Pays de la Loire, Franța.

## Comune
- Chaillé-les-Marais (reședință)
- Champagné-les-Marais
- Le Gué-de-Velluire
- L'Île-d'Elle
- Moreilles
- Puyravault
- Sainte-Radégonde-des-Noyers
- La Taillée
- Vouillé-les-Marais